# Катинон
Катинон, норэфедрон, β-кетоамфетамин — моноаминовый алкалоид, содержащийся в кате (Catha edulis) — кустарники семейства Бересклетовые, произрастающем в Восточной Африке и на Аравийском полуострове. По действию на организм близок к эфедрину, катину, меткатинону и амфетаминам. Вероятно обладает наибольшим психостимулирующим эффектом среди производных от Catha edulis, также известного как кат. Катинон отличается от многих других амфетаминов принадлежностью к функциональной группе кетона.
По сравнению с амфетамином катинон показывает более низкий уровень возбудительных и токсических свойств.

## История и распространение
Первое подробное описание растения Catha edulis датируется 1775 г. и принадлежит Питеру Формкалю. Однако временем открытия ката принято считать XIII век, когда арабский целитель Нагиб ад-Дин понял, что листья помогают устранять усталость у солдат. Именно из них впервые получилось выделить природные катиноны (норэфедрон), представляющих собой алкалоиды с психоактивными свойствами.

## Последствия употребления
Природные катиноны редко становятся причиной передозировки и практически не формируют зависимости. Опасность кустарно производимых растворов, типа эфедрона, заключается в действии марганца. В течение нескольких лет злоупотребления они приводят к повреждению жизненно важных систем в виде энцефалопатии, гепатита, психозов, кариеса, кахексии, полинейропатии.
Чаще всего нервная система реагирует такими патологическими проявлениями, как: агрессивное поведение, нарушение сна, головные боли, галлюцинации, повышенная подозрительность, панические атаки. Из-за поражения сердечно-сосудистой системы возникают боли за грудиной, ускоряется сердцебиение. Нередки носовые кровотечения, со стороны пищеварительного тракта — тошнота, поносы и запоры, опорно-двигательного аппарата — судороги. Зрение ухудшается, наблюдается нистагм. Если употреблять синтетические катиноны на протяжении длительного времени, то сбои прогрессируют до уровня критичных, несовместимых с жизнью.

## Правовой статус
Катинон внесён как психотропное вещество в Список I (наркотические средства, психотропные вещества и их прекурсоры, оборот которых в Российской Федерации запрещён в соответствии с законодательством Российской Федерации и международными договорами Российской Федерации). Входит в список Федеральной таможенной службы:«Наркотические средства, психотропные вещества и их прекурсоры, ввоз и вывоз которых на таможенную территорию Таможенного союза допускается на основании лицензии».